# Torremocha del Pinar
Torremocha del Pinar – gmina w Hiszpanii, w prowincji Guadalajara, w Kastylii-La Mancha, o powierzchni 50,47 km². W 2011 roku gmina liczyła 48 mieszkańców.